# Restling
Als Restling werden große Felsblöcke in geologischen Einheiten bezeichnet, die vom Granit dominiert werden. Sie können bis zu etwa 5 Meter groß sein und sind an den Ecken gerundet, weil dort die Verwitterung stärker angreift.
In Mitteleuropa sieht man sie vor allem in der Böhmischen Masse. Wenn sie auf agrarisch genutzten Fluren liegen, werden sie von Bauern oft mit dem Traktor auf unfruchtbaren Plätzen abgelegt, um kein Hindernis für die Bearbeitung zu sein. Manche dieser Blöcke sind instabil gelagert und werden dann als Wackelsteine bezeichnet.
Auf manchen Gipfeln können bis zu 10 Restlinge übereinander liegen, die durch Klüfte aus dem früheren Gipfelaufbau entstanden sind. Bekannte Beispiele für solche Gipfel sind der Plöckenstein an der österreichisch-bayrischen Grenze oder der Bärenstein im Norden Oberösterreichs.